# Alves dos Reis
Artur Virgílio Alves dos Reis (8. září 1896 Lisabon – 9. července 1955 Lisabon) byl portugalský podvodník, hlavní aktér finančního skandálu z roku 1925.

## Život
Pocházel z rodiny neúspěšného majitele pohřebního ústavu. Oženil se s bohatou dědičkou a v roce 1916 odešel za prací do Angoly, kde se s falešným diplomem vydával za inženýra a podařilo se mu podvodem získat podíl v železniční společnosti v Moçâmedes. V roce 1922 se vrátil do Lisabonu a pracoval pro dovozce amerických automobilů, kde zpronevěřil sto tisíc dolarů. Byl zatčen, ale díky přesvědčivé obhajobě se dostal po dvou měsících na svobodu. 
Po propuštění se rozhodl využít ke snadnému obohacení skutečnost, že Portugalsko tehdy nemělo vlastní tiskárnu cenin. Odcestoval do Nizozemska, kde se vydával za zaměstnance Banco de Portugal a na falešné potvrzení si objednal tisk nové emise bankovek v hodnotě 500 escudos určených speciálně pro Angolu. Pomáhal mu finančník Karl Marang van Ijsselveere, který díky svému vlivu zajistil oficiálně schválené tiskařské stočky u anglické firmy Waterlow and Sons Limited. Takto získal Alves dos Reis částku sto milionů escudos a s nimi založil vlastní firmu Banco de Angola e Metrópole, v níž se pokusil peníze vyprat. Jeho rozsáhlé finanční operace však vzbudily podezření úřadů, 5. prosince 1925 inspektor João Teixeira Direito odhalil shodující se sériová čísla bankovek a následujícího dne byl Alves dos Reis zatčen. Množství nekrytých peněz v oběhu vedlo k vážnému oslabení portugalské měny a protivládní nálady v květnu 1926 vyústily ve státní převrat, kterým byl svržen prezident Bernardino Machado a byl nastolen režim známý jako Ditadura Nacional. Proces s dos Reisem se táhl až do roku 1930, kdy byl odsouzen na dvacet let. Propuštěn byl v roce 1945 a odebral se do Afriky, kde obchodoval s kávou. V roce 1952 byl opět obžalován z podvodu, avšak zemřel na infarkt dříve, než došlo k soudu. 
O případu byl natočen italský seriál Accadde a Lisbona, epizoda Duplikát z československého seriálu Dobrodružství kriminalistiky (v hlavní roli Jan Teplý) a portugalský seriál Alves Reis, Um Seu Criado.